# 351e division de fusiliers (1re formation)
Pour les articles homonymes, voir 351e division.
La 351e division de fusiliers (russe : 351-я стрелковая дивизия) est une division d'infanterie de l'Armée rouge du début de la Grande Guerre patriotique. Formée en septembre 1941 à Stalingrad, en tant que division de fusiliers standard, elle est peu après affectée à la 57e armée nouvellement formée dans la même zone. Restée dans cette armée pendant toute la durée de son existence, la division participe à l'élargissement de la tête de pont au nord de Rostov connue sous le nom de saillant d'Izioum, mais est encerclée et détruite lors de la deuxième bataille de Kharkov en mai 1942.

## Historique
La division a commencé à se former en septembre 1941, dans le district militaire d'Asie centrale à Stalingrad.  Son ordre de bataille de base est le suivant :
- 1157e régiment de fusiliers
- 1159e régiment de fusiliers
- 1161e régiment de fusiliers
- 904e régiment d'artillerie

Le premier commandant connu de la division est le colonel Nikolaî Oustinovitch Gourski, mais il n'est nommé que le 1er avril 1942. Il dirigera la division jusqu'à sa dissolution. Le personnel de la division comprend un grand nombre de nationalités non russes.  En octobre, alors qu'elle est à peine formée, la division est affectée à la 57e armée, également en train de se constituer dans la région de Stalingrad, sous le commandement de la réserve du haut commandement suprême. En janvier 1942, la division et son armée rejoignent le front du Sud, participant à la contre-offensive hivernale qui conduit à la création du saillant d'Izioum au sud de Kharkov. Au cours de cette offensive, le 351e libère la ville de Barvenkovo, mais l'offensive devient trop étendue et s'enlise peu après dans la raspoutitsa du printemps.
Lorsque le front du Sud-Ouest lance son offensive sur Kharkov le 11 mai, les forces du front du Sud ne sont pas directement impliquées, mais la 57e armée se trouve profondément à l'intérieur du saillant d'Izioum à partir duquel le front du Sud-Ouest organise la branche sud de son attaque. L'armée, commandée par le général Podlas (en), tient un front de 80 km avec quatre divisions, dont la 351e, en première ligne et la 14e division de fusiliers de la Garde en réserve. Les divisions comptent en moyenne entre 6 000 et 7 000 hommes. La 351e se trouve sur le flanc est (gauche) de l'armée, en liaison avec la 9e armée et faisait principalement face à la 1re division de montagne allemande. Au cours des jours suivants, le groupe d'armées Sud rassemble ses forces au sud du saillant et, le 17 mai, la 9e armée soviétique est attaquée par le IIIe corps d'armée motorisé et le XXXXIVe corps d'armée. 
Le premier jour de la contre-offensive allemande, le front de la 9e armée est profondément pénétré.
La 341e division de fusiliers de la 9e armée, sur le flanc de la 351e division, se retire et une brèche de 20 km de large est creusée dans les défenses entre les deux armées. Le lendemain, le général Podlas est tué au combat et son armée se retrouve sans chef pendant cette crise. Jusqu'au 21 mai, la division continue à tenir la majeure partie de son terrain tout en étant lentement repoussée en arrière, mais elle ne reçoit pas l'ordre explicite de battre en retraite avant la fin de son encerclement par les forces allemandes. Au cours des jours suivants, la division défend Krasnopavlovka, agissant comme arrière-garde pour le reste de l'armée alors que les soviétiques tentent de sortir de la poche. Ce devoir ne laissait que peu d'espoir d'y échapper, et bien que la division ait bien tenu dans de telles circonstances, elle est détruite le 27 mai et officiellement dissoute le même jour,.
Une seconde 351e division est créée en août 1942 et dissoute en juin 1945.